# Arkys occidentalis
Espèce
Synonymes
- Archemorus occidentalis Reimoser, 1936

Arkys occidentalis est une espèce d'araignées aranéomorphes de la famille des Arkyidae.

## Distribution
Cette espèce est endémique de Buru aux Moluques en Indonésie.

## Description
Les femelles mesurent de 6,5 à 7 mm.

## Publication originale
- Reimoser, 1936 : Fauna Buruana. Arachnoidea. Treubia, vol. 7, (Suppl.), p. 405-413.